# Autorité d'enregistrement
 (août 2025).
Si vous disposez d'ouvrages ou d'articles de référence ou si vous connaissez des sites web de qualité traitant du thème abordé ici, merci de compléter l'article en donnant les références utiles à sa vérifiabilité et en les liant à la section « Notes et références ».
Dans le cadre de la délivrance de certificats électroniques en vue notamment de mettre en œuvre la signature électronique, l'autorité d’enregistrement (généralement abrégée AE) est l'entité qui vérifie que les demandeurs ou les porteurs de certificat sont identifiés, que leur identité est authentique et que les contraintes liées à l’usage d’un certificat sont remplies, tout cela conformément à la politique de certification,. 
L’autorité d'enregistrement peut avoir également pour tâche de réceptionner les demandes de révocation de certificats et peut les traiter : en cas de validité de la demande, le certificat sera révoqué et ajouté à la liste de certificats révoqués de l'autorité de certification).
L’autorité d'enregistrement archive les dossiers de demande de certificats ou de révocation.
L’autorité d'enregistrement peut être constituée d’une seule unité ou d’unités distinctes coopérant entre elles ou hiérarchiquement dépendantes. Diverses structures sont acceptables du moment qu’elles sont adaptées aux exigences de la PC en matière d’enregistrement des abonnés. Ainsi l’autorité d'enregistrement peut déléguer tout ou partie de ses fonctions à des unités de proximité, qui seront désignées sous le nom d'autorité d'enregistrement locale.